# Spa (Belgien)
 For alternative betydninger, se Spa. (Se også artikler, som begynder med Spa)
Spa er en by i Belgien beliggende i Vallonien i Liège-provinsen, der har 10.378(2018) indbyggere. Byen ligger 35km sydøst for Liège og 45 km sydvest for Aachen og er kendt for sine termiske kilder.
Motorsportsbanen Circuit de Spa-Francorchamps er beliggende tæt ved Spa.

## Verdensarv fra 2021
Den 24. juli 2021 indskrev UNESCO Spa som verdensarv. Spa blev én af de 11 byer i Europas store kurbadesteder.